# Регистрация кандидата
Регистрация кандидата (списка кандидатов) — этап избирательного процесса, предусмотренный избирательным законодательством России и многих других государств, который заключается в официальном подтверждении статуса кандидата (кандидатов) организаторами выборов.
В России регистрация кандидатов (списков кандидатов) осуществляется избирательными комиссиями и является необходимым и достаточным условием включения кандидата (списка кандидатов) в избирательный бюллетень.

## Порядок регистрации кандидата
В соответствии с российским избирательным законодательством регистрация кандидата (списка кандидата) осуществляется следующим образом. После выдвижения кандидата (списка кандидатов) создается избирательный фонд, и избирательное объединение либо сам кандидат в случае самовыдвижения собирают и представляют в избирательную комиссию подписи избирателей либо вносит избирательный залог и представляет в избирательную комиссию сведения о внесении избирательного залога (отменен). Политическая партия, допущенная к распределению мандатов на последних выборах в Государственную думу освобождается от сбора подписей и внесения залога — считается что она и так обладает значительной поддержкой в обществе. Избирательная комиссия в установленные сроки (обычно за 35—45 дней до дня голосования) проверяет документы по выдвижению, сведения о кандидате, представленные подписи и иные документы и принимает решение о регистрации кандидата либо об отказе в регистрации. Отказ в регистрации может быть обжалован в вышестоящую комиссию или в суд, факт регистрации — только в судебном порядке.
В своём послании Федеральному Собранию Президент Д. А. Медведев предложил отменить избирательный залог. Эксперты называют две возможные причины: во-первых, избирательный залог можно расценивать как имущественный ценз. Во-вторых, для оппозиционных партий избирательный залог являлся способом защититься от обвинений в фальсификации в подписных листах.

## Условия регистрации кандидата
Основанием регистрации кандидата (списка кандидатов) может быть:
- подписи избирателей в поддержку выдвижения, как правило 1—2 процента от численности избирателей
- выдвижение кандидата (списка кандидатов) политической партией, допущенной к распределению мандатов по итогам последних выборов в Государственную Думу

## Отказ в регистрации кандидата
Основаниями отказа в регистрации кандидата являются:
- отсутствие у кандидата пассивного избирательного права
- нарушение порядка выдвижения политической партией, избирательным объединением
- отсутствие необходимых документов
- наличие более 10 процентов подписей, собранных в местах, где сбор подписей запрещен
- недостаточное количество достоверных и действительных подписей избирателей, или более 10 процентов недостоверных или недействительных подписей среди проверенных
- сокрытие сведений о неснятой и непогашенной судимости
- несоздание кандидатом избирательного фонда
- использование кандидатом денежных средств в целях достижения определённого результата на выборах помимо избирательного фонда в размере более 5 процентов предельного размера избирательного фонда
- превышение предельного размера избирательного фонда более чем на 5 процентов
- злоупотребление свободой массовой информации
- неоднократное использование кандидатом преимуществ должностного и служебного положения
- регистрация кандидата в другом избирательном округе
- внесение кандидатом избирательного залога в размере меньше необходимого или за счет средств, незаконно поступивших в избирательный фонд

## Отмена регистрации кандидата
Регистрация кандидата (списка кандидатов) может быть отменена судом по заявлению избирательной комиссии, зарегистрировавшей кандидата (список кандидатов) либо по заявлению кандидата по тому же округу (избирательного объединения, чей список зарегистрирован на тех же выборах). Заявление об отмене регистрации кандидата подается в суд не позднее чем за восемь дней до дня голосования, решение об отмене регистрации принимается не позднее чем за пять дней до дня голосования.
Основаниями для отмены регистрации кандидата (списка кандидатов) являются:
- вновь открывшиеся обстоятельства, являющиеся основанием для отказа в регистрации кандидата, списка кандидатов
- факты подкупа избирателей
- неоднократное использование преимуществ должностного и служебного положения
- злоупотребление свободой массовой информации при проведении предвыборной агитации
- сокрытие кандидатом сведений о своей судимости

## Аннулирование регистрации кандидата
Регистрация кандидата (списка кандидатов) аннулируется избирательной комиссией в случаях, предусмотренных законом.
Основания для аннулирования регистрации кандидата (списка кандидатов):
- снятие кандидатом своей кандидатуры,
- отзыв кандидата избирательным объединением,
- утрата кандидатом российского гражданства,
- множественное выдвижение кандидата в нарушение требований закона (как правило, в этом случае действительно первое выдвижение)
- выбытие из списка кандидатов значительной части кандидатов, снижение числа региональных групп ниже минимально необходимого

## Отстранение от участия в избирательной кампании через регистрацию
Такие правовые механизмы, как отказ в регистрации и отмена регистрации, которые были задуманы законодателем как правовые механизмы, направленные на обеспечение законности избирательного процесса, на практике превратились в инструменты политической борьбы и административного ресурса. Нередко избирательные комиссии в рамках двойных стандартов весьма тщательно проверяют документы и отслеживают действия оппозиционных кандидатов, используя малейшую возможность, чтобы отказать им в регистрации, при этом более серьёзные нарушения кандидатов от власти обычно остаются безнаказанными. В ходе предвыборной борьбы избирательные штабы кандидатов тщательно отслеживают нарушения своих оппонентов, чтобы затем обратиться в избирательную комиссию или в суд и добиться отстранения оппонентов от участия в избирательной кампании, причем жалобы и заявления нередко подаются от имени технических кандидатов.
Наиболее известный случай — отмена регистрации А. В. Руцкого, действующего губернатора Курской области в 2000 году за несколько часов до начала голосования за многочисленные и разнообразные нарушения, более современный пример — отмена регистрации списка кандидатов Московского регионального отделения партии «Родина» в 2005 году за разжигание межнациональной вражды при проведении предвыборной агитации.